# Tanagro
El Tanagro o Negro (de vegades també Nagro) és un riu d'Itàlia, a la Campània i a la Basilicata. Té 92 km de curs i és el principal afluent del riu Sele. En el seu inici és un rierol que va augmentant amb aportacions de diversos afluents i de les fonts del riu Calore Lucano, amb el qual segueix un tram paral·lel.
El seu nom llatí era Tanager o Tanagrus. William Smith diu que era un riu de Lucània afluent del Sirius (Sele). Neix a les muntanyes properes al lago Nero i recorre una ampla vall molt planera anomenada Valle di Diano, fins que prop de Polla s'enfonsa a sota terra i torna a emergir a través d'una caverna en un lloc anomenat La Pertusa. Aquest fenomen el comenta Plini el Vell. Virgili l'anomena siccus (sec), fent referència a aquest fet. L'Itinerari d'Antoní situa una estació (lloc de parada dels viatgers) anomenada ad Tanagrum vora d'aquest riu, a la via que anava de Salern a Nerulum. L'estació següent l'anomena ad Calorem, i segurament la part alta del riu es deia Calor, degut a que s'alimentava de les mateixes fonts.